# Mota (Ljutomer, Slovenija)
Mota je naselje u slovenskoj Općini Ljutomeru. Mota se nalazi u pokrajini Štajerskoj i statističkoj regiji Pomurju. 

## Stanovništvo
Prema popisu stanovništva iz 2002. godine naselje je imalo 334 stanovnika.